# Clinodiplosis prayagensis
Clinodiplosis prayagensis är en tvåvingeart som beskrevs av Dali Chandra 1992. Clinodiplosis prayagensis ingår i släktet Clinodiplosis och familjen gallmyggor.
Artens utbredningsområde är Uttar Pradesh (Indien). Inga underarter finns listade i Catalogue of Life.